# الأمن الغذائي في مدغشقر
لا يزال بلد جزيرة مدغشقر يعاني من عدم إتزان أقتصادي وسياسي، فقر، وانعدام الأمن الغذائي . بينما تشارك البلد في برنامج تحول طموح مصمم لتحسين المؤشرات الأجتماعية والأقتصادية و الحكومية بين عامي 2002 و 2008 , في عام 2009 قد ألقت أزمة سياسية تلك التحسينات بعيدا عن المسار.
هذا الصراع السياسي بالإضافة إلى الأنكماش المالي العالمي أدى إلي انخفاض 4 % في النمو الأقتصادي في عام 2009.

## الوضع العام
وفق تقرير التنمية البشرية لعام 2009 التابع لبرنامج تنمية للأمم المتحدة، نحو ثلثي السكان يعيشون تحت خط الفقر , 30% أميون، و 47% فقط  لديهم حق الوصول لمياه أمنة، مع متوسط عمر متوقع 61 عاما.
تقع مدغشقر في المرتبة 135 من 169 دولة في مؤشر التنمية الأقتصادية.
تفتقد الأمدادات الغذائية إلى التنوع ولا تناسب أحتياجات السكان. ثلث السكان يعانون من نقص التغذية.
و يمثل الفقر إلى جانب نقص الأمدادات الغذائية، قلة وصعوبة الوصول للغذاء، والكوارث الطبيعية سببا رئيسيا لأنعدام الأمن الغذائي للأسر. ينتشر الفقر في المناطق الريفية. يعيش حوالي 85% من الفقراء في المناطق الريفية ويعتبر 60% منهم فقراء للغاية.
مع النمو السكاني، ساءت الحالة أكثر ولذلك نصف أطفال ملغاشي تظهر عليهم علامات سوء التغذية المزمن. يحتوي  إقليم توليارا في الجنوب الغربي على أعلى معدلات الفقر. إلا أن غالبية فقراء الريف يتركزون في أكثر ثلاث مقاطعات مكتظة بالسكان في أنتاناناريفو , فيانارانتسوا, تواماسينا .
إن الفقراء معرضون بشكل خاص للأخطار المناخية ببساطة بسبب فقرهم.لا تمتلك الأسر الفقيرة سوى القليل من الأصول التي يمكن بيعها كما أن إستهلاكها منخفض بالفعل ولذلك في أيام الأحتياج لا يكون لديهم الكثير لتخفيف انعدام الأمن الغذائي عنهم. أكثر المتأثرين في المناطق الريفية هن النساء ( الذين يمثلون 55% من السكان و 80 % من السكان المتفاعلين أقتصاديا) و الأطفال أقل من خمس أعوام.
تشمل استراتيجيات البقاء التي تضمن كفاية الأمدادات الغذائية وتقلل المخاطر تنويع الأنشطة الزراعية، الهجرة الموسمية أو الدائمة، والعمالة المأجورة. و مع ذلك ساء تأثر سكان مدغشقر عبر سنين الكوارث الطبيعية، وعدم الأستقرار السياسي، والأستثمار المحدود في البنية التحتية الأجتماعية، مع إستنفاد اليات المواجهة بشكل كبير. أدى  التدهور البيئي وتاكل التربة إلى المزيد من الإضرار بقدرة سكان الريف على التأقلم.
و بسبب موقعها الجغرافي، تتعرض مدغشقر كل عام لتابعات الكوارث الطبيعية، والتي تضرب بصورة روتينية مناطق مختلفة في البلاد وتؤثر على الوضع الغذائي لقطاعات مختلفة من السكان.
خلال 39 عام (من 1968 إلى 2007 ) تسببت العواصف الأستوائية والأعاصير و الفياضانات الناتجة في تدميرات قدرت بنحو 1,6 مليار دولار أمريكي وأثر على 8 ملايين شخص. أثر الجفاف الحاد على حوالي 2,7 مليون شخص، بالإضافة إلى الجفاف المتكرر في الجنوب. بالإضافة إلى ذلك فإن مدغشقر تتأثر بانتظام بالجراد.
يتألف النظام الوطني لإدارة مخاطر الكوارث(DRM) من هيكل لا مركزي للجان إدارة مخاطر الكوارث (لا سيما على مستوى المناطق والمقاطعات و البلديات )تحت مظلة المجلس الوطني لإدارة الكوارث، في إطار مكتب رئيس الوزراء. يدعم المتطوعون الحكومة بشكل كبير في إعداد وتنفيذ هذا النظام.